# Honoré V (prince de Monaco)
Honoré V (monégasque : Unuratu Vtu), né le 14 mai 1778 à Paris et mort le 2 octobre 1841 dans la même ville, est prince souverain de Monaco de 1819 à sa mort.

## Biographie
Il est le fils d'Honoré IV (1758-1819), prince souverain de Monaco, dont la principauté est annexée par la France de 1793 à 1814, et de son épouse Louise d'Aumont, duchesse suo jure de Mazarin (1759-1826).

### Carrière au service de la France
Il s'engage à vingt ans dans la cavalerie française. En 1804, il vend l'hôtel de Matignon à Quentin Craufurd, un homme d'affaires britannique proche de Talleyrand. Devenu officier, il est employé comme aide de camp par le général Grouchy puis, à partir de 1807 par Joachim Murat, alors grand-duc de Berg à la demande duquel il est fait « légionnaire » le 3 juillet 1807. Ayant suivi Murat en Espagne, il devient par la suite premier écuyer de l’impératrice Joséphine.
Au tout début de mars 1815, alors que Napoléon vient de débarquer sur les côtes françaises à Golfe-Juan, il rencontre par hasard Honoré-Gabriel de Monaco. La légende veut que l'empereur, s'étant entendu répondre « Je vais chez moi à Monaco », aurait affirmé que lui aussi rentrait chez lui « Nos destins sont liés. Moi aussi, je rentre chez moi aux Tuileries ».

### Prince souverain de Monaco
Administrateur de la principauté au nom de son père dès 1815, il lui succède sur le trône monégasque quatre ans plus tard et règne jusqu'à sa mort en 1841. Fin juriste, il demande à « monégasquiser » les codes napoléoniens et développe considérablement le droit monégasque. Ainsi, le Code civil de Monaco adopté en 1815 et réformé en 1818, reste inchangé jusqu'en 1880. Célibataire et sans enfants légitimes, il a pour successeur son frère Florestan.
Il possède le château de Montbosq à Saint-Martin-des-Besaces.

### Descendance
Avec sa maîtresse, Félicité Rouault de Gamaches, il a un fils Louis Grimaldi (1814-1894) — ou Oscar Grimaldi (1814-1894) pour d'autres —, titré marquis des Baux par son père selon le droit monégasque.
Honoré V venait régulièrement retrouver la châtelaine de Pont-Rilly, Ambroisine de La Houssaye, avec qui il eut un fils qu'il reconnut.

## Titres français
Ses faits d'armes, en Prusse (lors des batailles de Prenzlau et de Lübeck) puis en Espagne, lui valent la reconnaissance de l'empereur Napoléon Ier qui le décore de la croix de la Légion d'honneur en juillet 1807 et lui confère le titre de baron de Monaco et de l'Empire, par décret impérial du 15 mars 1810 sans lettres patentes.
Par ordonnance du 4 juin 1814, le roi Louis XVIII lui octroie le titre de pair à vie, confirmé à titre héréditaire par l'ordonnance du 19 août 1815. Le roi lui concède le titre de duc-pair héréditaire attaché à ladite pairie par ordonnance du 31 août 1817.
Ces titres sont bien des titres français :
1. La « nationalité » de ces titres est sujet à controverses depuis 1949 (voir titres des Grimaldi) mais il n'en va pas de même sous la Restauration française.
2. Le fait que les ordonnances de Louis XVIII soient prises en faveur de son fils et non du prince souverain Honoré IV est conforme à la pratique de l'Ancien Régime français où le détenteur d'un titre ducal pouvait le transmettre à un héritier assuré.
3. Devenu prince souverain d'une principauté passée de la protection de la France à celle du royaume de Sardaigne en 1815, Honoré V continue à siéger à la Chambre des pairs française où il expose des conceptions économiques « dirigistes » qui, sur place, aboutissent à des catastrophes pour ses sujets.

## Titre espagnol
Honoré V est grand d'Espagne.

## Armoiries
| Blason | Blasonnement : Fuselé d'argent et de gueules. |